# Silvia Meseguer Bellido
Silvia Meseguer Bellido (Alcanyís, 12 de març de 1989) és una centrecampista de futbol internacional amb Espanya, amb la qual ha arribat als quarts de final de l'Eurocopa. Ha guanyat 4 Copes de la Reina amb l'Espanyol i l'Atlètic de Madrid.
Després d'haver format part de la selecció espanyola durant 11 anys i haver participat en dos Mundials i una Eurocopa, al 2019 va decidir deixar la selecció –tot i mantenir-se en l'Atlètic fins al final del seu contracte, al 2022– amb la intenció de concloure la seva formació com a metgessa.

## Trajectòria
| Temporades    | Equip              | Títols  |
| ------------- | ------------------ | ------- |
| 05/06 - 07/08 | Alcaine Saragossa  |         |
| 08/09 - 12/13 | RCD Espanyol       | 3 Copes |
| 13/14 - act.  | Atlético de Madrid | 1 Copa  |